# Voluntarismus
Voluntarismus (z latinského voluntas = vůle) je ve filosofii a v psychologii směr nebo postoj, který ze tří klasických aristotelovských složek či schopností duše (rozum, vůle, paměť) klade na první místo vůli. Rozlišování dobrého a zlého se podle voluntarismu řídí naší vůlí a naše poznání je ovlivněno vůlí tak, že o pravdě a nepravdě rozhoduje vůle, nikoli poznávání. Představitelem krajního voluntarismu byl Arthur Schopenhauer.

## Dějiny
Pojem vytvořil německý sociolog Ferdinand Tönnies, má však dlouhou historii. Tak je pro Augustina vůle „jádrem člověka“ a Jan Scotus Eriugena říká, že „vůle je povahou celé duše“. Proti intelektualismu Tomáše Akvinského, který podobně jako řečtí filosofové zdůrazňoval roli (správného) poznání a pravdy, zdůrazňovala františkánská scholastika roli vůle, a tedy také ctností, zejména lásky. Jan Duns Scotus říká, že „vůle je zdrojem pohybu v celé říši duše a všechno ji poslouchá“; Božská vůle je první příčinou všeho jsoucího.
Podle Kanta je vůle „vlastní já člověka“. Proti Hegelovu přesvědčení, že „co je rozumné, je skutečné, a co je skutečné, je rozumné“ staví Schelling a zejména Arthur Schopenhauer primát vůle. U Schopenhauera je vůle samým základem světa, všechno živé je v jádře „slepou vůlí k životu“, kdežto intelekt je jen druhotnou výbavou organismu. Svět jako předmět poznání, jako jev je „představa“, kdežto sám o sobě je bezmezná, bezedná a jednotná vůle.
Tento názor pak silně ovlivnil Nietzscheho, který ovšem „vůli k životu“ nahradil označením „vůle k moci“ čili sebeprosazování a postavil proti sobě apollinský princip jasného dne, Slunce a rozumu a dionýský princip temné noci, divoké síly a vůle. Tuto myšlenku pak německý přírodovědec Ernst Haeckel spojil s darwinismem, který chápal jako zdůvodnění boje o přežití silnějšího, čímž otevřel cestu k činnému rasismu jako sebeprosazování silnějšího.

## Význam
Voluntarismus vznikl jako reakce na krajní racionalismus a intelektualismus. Extrémní zdůraznění vůle a v některých případech i neomezené svobody, může však znamenat i potlačení rozumu, poznání a pravdy a tak vést až k iracionalismu. Vůle se pak pokládá za základní princip veškeré reality, jako u Schopenhauera.  Protiklad rozumu a vůle, pravdy a síly, poznání a jednání, rozvahy a svobody, intelektualismu a voluntarismu patří tedy mezi základní polarity lidského myšlení a jednání. Obě složky k lidskému životu nepochybně patří, každá z nich však sama o sobě může vést k nežádoucím důsledkům.